# KkStB 380 sorozat
A kkStB 380 sorozat egy hegyipályai gyorsvonati szerkocsis gőzmozdony-sorozat volt a cs. kir. osztrák Államvasutaknál (k. k. österreichise Staatsbahnen, kkStB).

## Története
A túlhevítős gőzmozdonyok megjelenésekor a kkStB túlhevítővel felszerelt 280-asokat rendelt a Tauernbahn részére. A StEG által 1909-ben megépített első mozdonyok (380.01-02) kitűnően beváltak. Teljesítményük 1645 LE volt, melyet 2100 LE csúcsértékig lehetett fokozni. Ezzel 23%-kal meghaladta a 280-as és 50%-kal a 170-esek teljesítményét, sőt fölülmúlta a 310-es sorozatét is. Szakmai körökben azt tartják, ez a mozdony volt Karl Gölsdorf legsikeresebb alkotása.
További 26 db-ot rendeltek, melyeknél a kisnyomású hengerek síktolattyúit hengeres tolattyúkra cserélték. A 380.101-125 pályaszámú mozdonyokat a StEG, a bécsújhelyi és a floridsdorfi mozdonygyárak szállították 1911 és 1914 között.
A 380-asokat még a Wocheinerbahn-nál és az Arlbergbahn-nál átalakították, ahol olajtüzeléssel is felszerelték.
1918 után kilenc mozdony az Olasz Államvasutakhoz került FS 479 sorozatként, hét db a Jugoszláv Államvasutakhoz JDŽ 07 sorozatként, 12 pedig az Osztrák Szövetségi Vasutakhoz (BBÖ), melyek Daberg tápvízelőmelegítő-szivattyúval és légnyomásos fékkel voltak felszerelve. 1938-ban 11 db a Német Birodalmi Vasút (DRB) állományába került 58.951-961 pályaszámokkal, melyek közül egy sem élte túl a második világháború végét, valamennyit selejtezték.

## Fordítás
- Ez a szócikk részben vagy egészben  a   kkStB 380 című német Wikipédia-szócikk fordításán alapul.  Az eredeti cikk szerkesztőit annak laptörténete sorolja fel. Ez a jelzés csupán a megfogalmazás eredetét és a szerzői jogokat jelzi, nem szolgál a cikkben szereplő információk forrásmegjelöléseként. Az eredeti szócikk forrásai szintén ott találhatóak.